# 分江駅
分江駅（プンガンえき、朝鮮語: 분강역）は、朝鮮民主主義人民共和国平安北道寧辺郡の駅で、寧辺線に属する。 

## 隣の駅
寧辺線
八院青年駅 - 分江駅